# Huang Daopo
Huang Daopo (黃道婆T, 黄道婆S, Huáng DàopóP; 1245 circa – 1330) è stata un'inventrice cinese, pioniera dell'industria tessile nel suo paese.

## Biografia

### Infanzia e la fuga
Proveniente da una famiglia povera, Huang scappò di casa all'età di dieci anni dopo essere stata venduta per un matrimonio combinato dalla sua famiglia. Incapace di sopportare i continui maltrattamenti che riceveva, Huang seguì il fiume Huangpu dalla sua casa di Songjiang, vicino a Shanghai, per poi imbarcarsi su una nave diretta al porto di Yazhou, nell'Hainan, dove apprese l'arte della filatura e della tessitura del popolo Li.
Intorno al 1295 tornò a Songjiang e iniziò a insegnare alle donne locali la filatura del cotone e la tecnologia della tessitura. Produsse abiti, tessuti di seta pregiata e macchine tessili che aumentarono notevolmente l'efficienza produttiva, rendendo la sua città natale un caposaldo dell'industria manifatturiera tessile.

### Tecnologia tessile

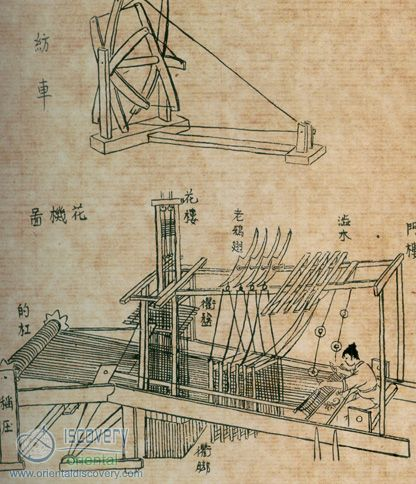
Uno schizzo della macchina di Huang daopo

Pioniera della tessitura durante la dinastia Yuan, Huang Daopo trovò il modo di estrarre facilmente i semi dal cotone migliorando la macchina denominata Jiaoche, in modo che potesse filare tre fili contemporaneamente alla volta, aumentando di gran lunga l'efficienza della produzione. Riguardo alla stiratura aumentò l'effetto di vibrazione della fionda sul cotone, rendendolo così più soffice e facilitando la filatura nel processo di produzione. Inoltre cambiò la struttura originale del filatoio per ridurre le possibilità che il filo si spezzi e rinnovò i vecchi strumenti aggiungendo funzionalità come la tessitura e il broccato.
Grazie alla sua tecnologia per la rimozione dei semi di cotone con la macchina Jiaoche, la sua città natale registrò un tasso di produzione più elevato e produsse tessuti di seta più pregiati.
Huang Daopo ideò la cosiddetta tecnologia Wunijing, basata sulla tecnologia dei tessuti di cotone del popolo Li. Ciò migliorò l'efficienza e la qualità del tessuto di cotone ed ebbe un enorme impatto economico nella regione del delta del fiume Yangtze gettandone le basi per la cultura agricola e tessile.
Con lo sviluppo della tecnologia della filatura del cotone di Huang Daopo per la tessitura domestica, le donne migliorarono notevolmente il loro status sociale all'interno del matrimonio e nella famiglia.

## Monumenti a lei dedicati e commemorazioni

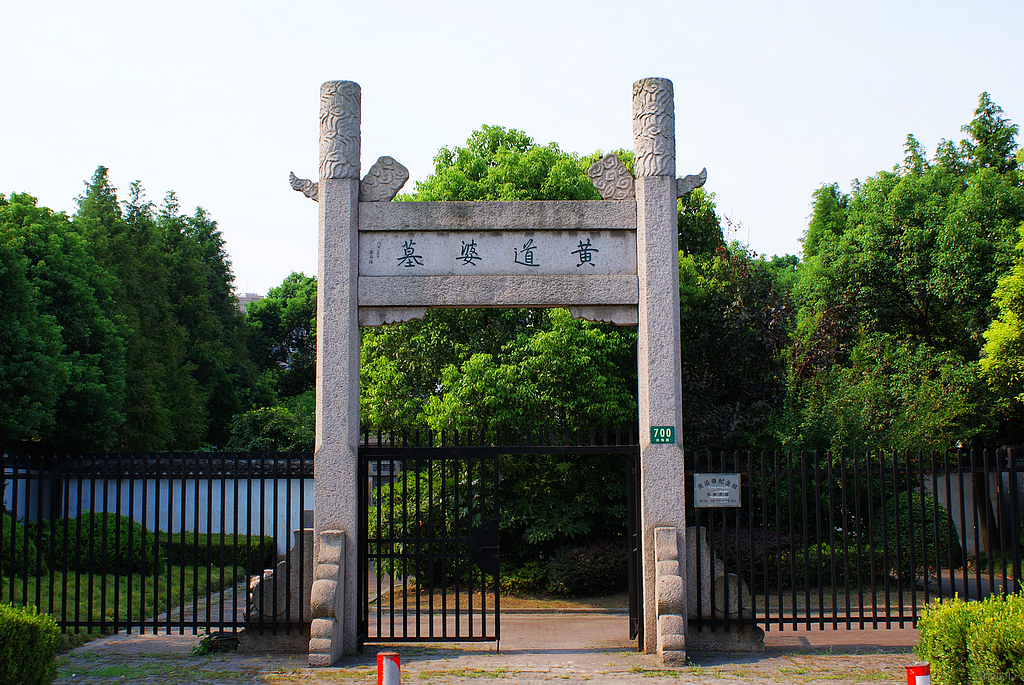
Tomba di Huang Daopo

L'orto botanico di Shanghai ospita la Sala Huang Daopo, inaugurata nel 2003. Nel cortile c'era una statua di Huang Daopo alta 2,2 metri, e sullo stipite c'è un distico che recita "una navetta attraversa l'universo, due mani tessono vestiti di nuvole". L'iscrizione orizzontale che recita "il mondo dei vestiti e delle trapunte" è stata scritta da Zhou Gucheng.
Il 20 novembre 1980 il Ministero delle Poste e delle Telecomunicazioni della Repubblica Popolare Cinese ha stampato una serie di 4 francobolli commemorativi dedicati ad alcuni scienziati, tra cui Huang Daopo, prima scienziata dell'antichità. Nel 1989 la Banca Popolare Cinese ha coniato una serie di monete commemorative, tra cui quella di Huang Daopo.
Secondo il folclore cinese il sesto giorno del quarto mese lunare è il compleanno di Huang Daopo. Tale giorno è noto come "compleanno del cotone" in Cina.
Le è stato dedicato un cratere su Venere.